# Pine Knoll Shores
Pine Knoll Shores est une ville américaine située dans le comté de Carteret dans l'État de Caroline du Nord. En 2010, sa population était de 1 339 habitants.

## Démographie
| 1980 | 1990  | 2000  | 2010  | - | - |
| ---- | ----- | ----- | ----- | - | - |
| 646  | 1 360 | 1 524 | 1 339 | - | - |

## Source de la traduction
- (en) Cet article est partiellement ou en totalité issu de l’article de Wikipédia en anglais intitulé « Pine Knoll Shores, North Carolina » (voir la liste des auteurs).